# Lone Pine Film History Museum

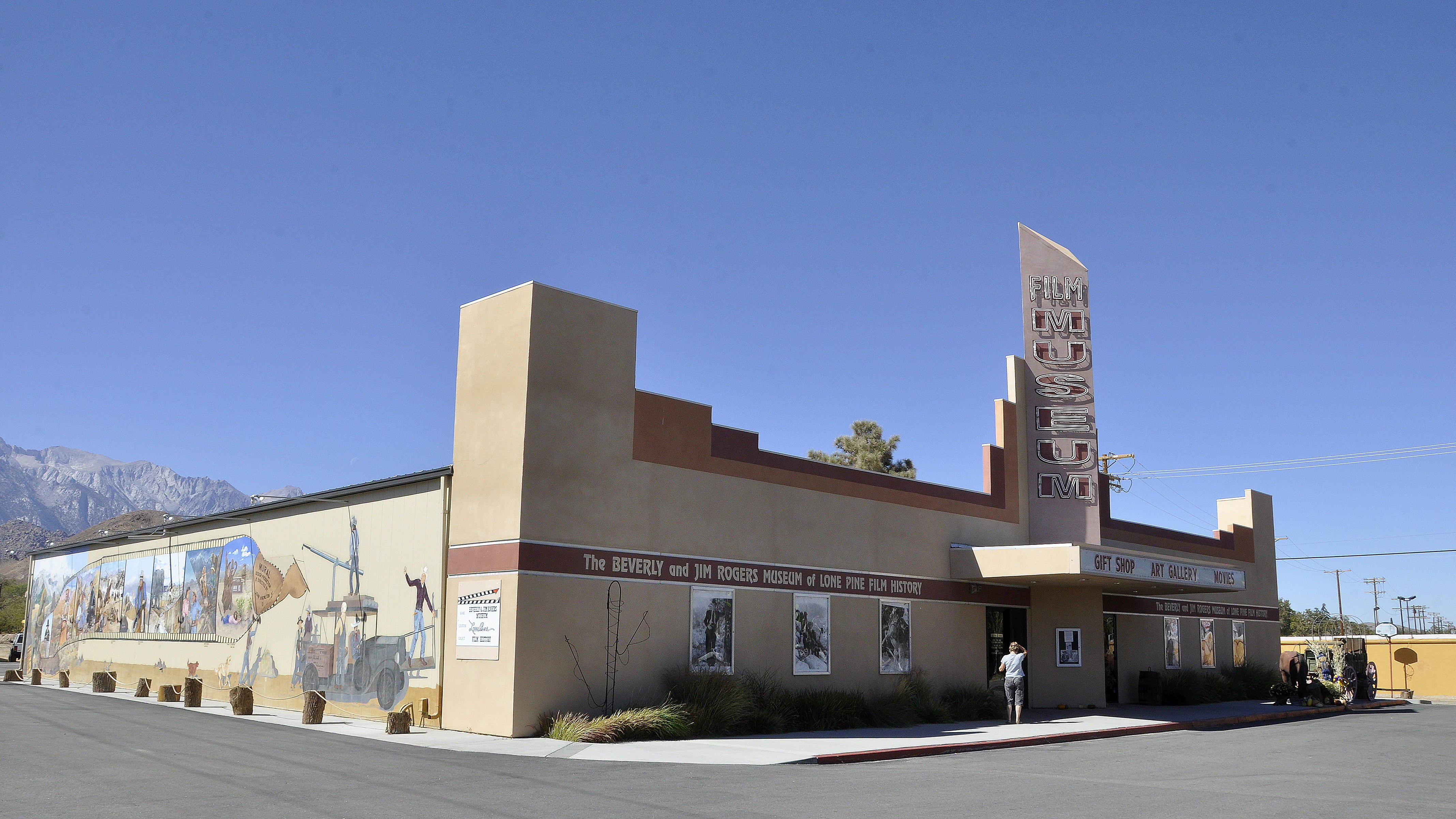
Het Lone Pine Film History Museum

Het Lone Pine Film History Museum is een museum in Lone Pine, een plaats in de Amerikaanse staat Californië. Het museum houdt de herinnering levend aan de meer dan 300 films, meestal westerns, die in Lone Pine en omgeving werden gedraaid. Daarbij dienden de Alabama Hills met Lone Pine Peak en Mount Whitney als decor. Twee Tarzanfilms werden hier ingeblikt terwijl de heuvels als locaties in Afrika fungeerden. Een route, de Movie Road voert de bezoeker langs de meest bekende filmlocaties. The Round-up, een western uit 1920 met Roscoe Arbuckle in de hoofdrol, was de eerste film, een stomme film uit 1920, die hier werd ingeblikt.
Het museum bewaart een aantal memorabilia waaronder filmkostuums, posters, auto's en andere rekwisieten. Het kostuum van John Wayne, in zijn laatste film The Shootist, wordt hier bewaard evenals laarzen van Audie Murphy en de koets uit de film Django Unchained van Quentin Tarantino. Ook de Plymouth Coupé 1937 die Humphrey Bogart bestuurde in de film High Sierra is in het museum te zien.

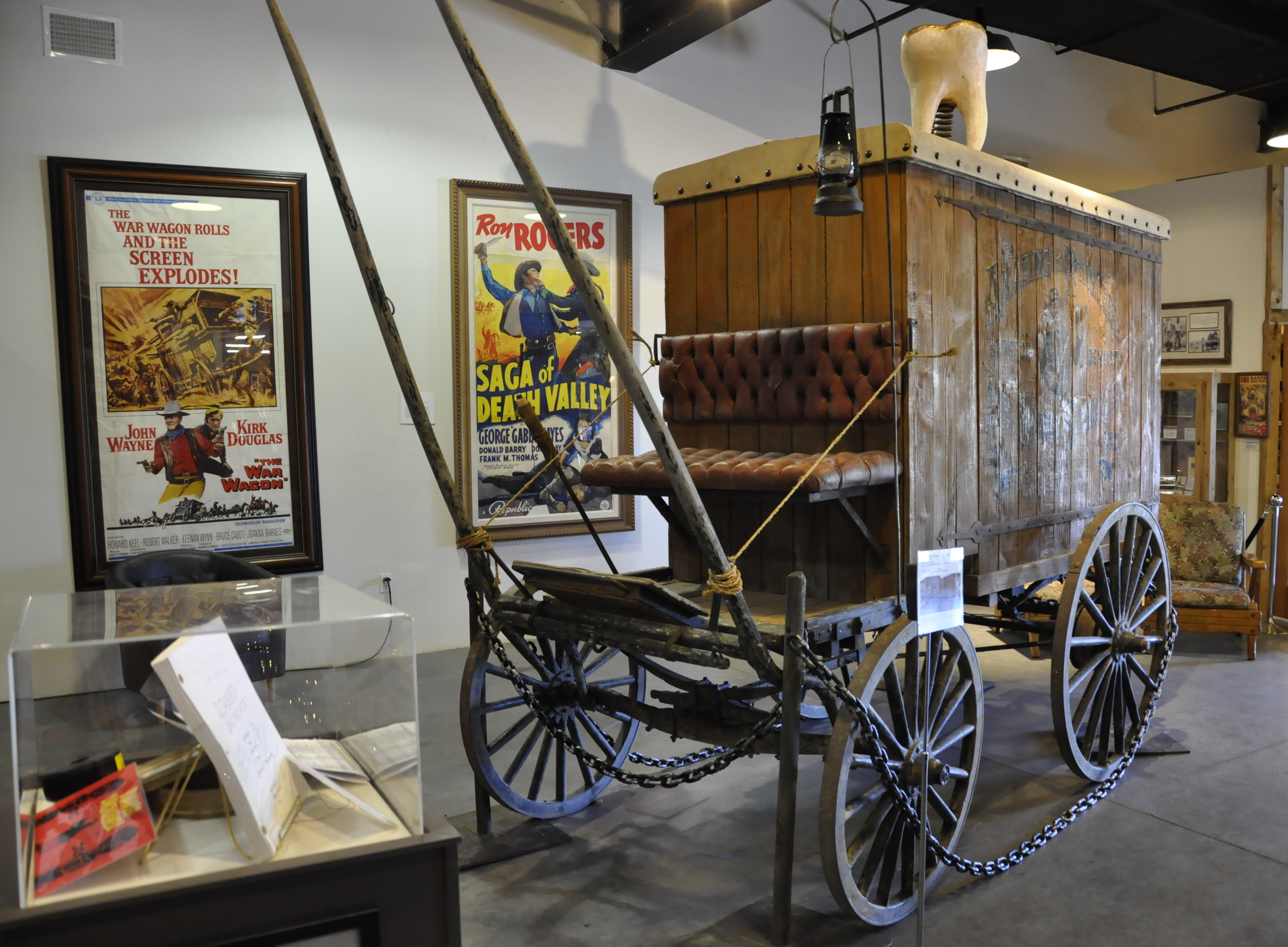
Rekwisiet uit Django Unchained
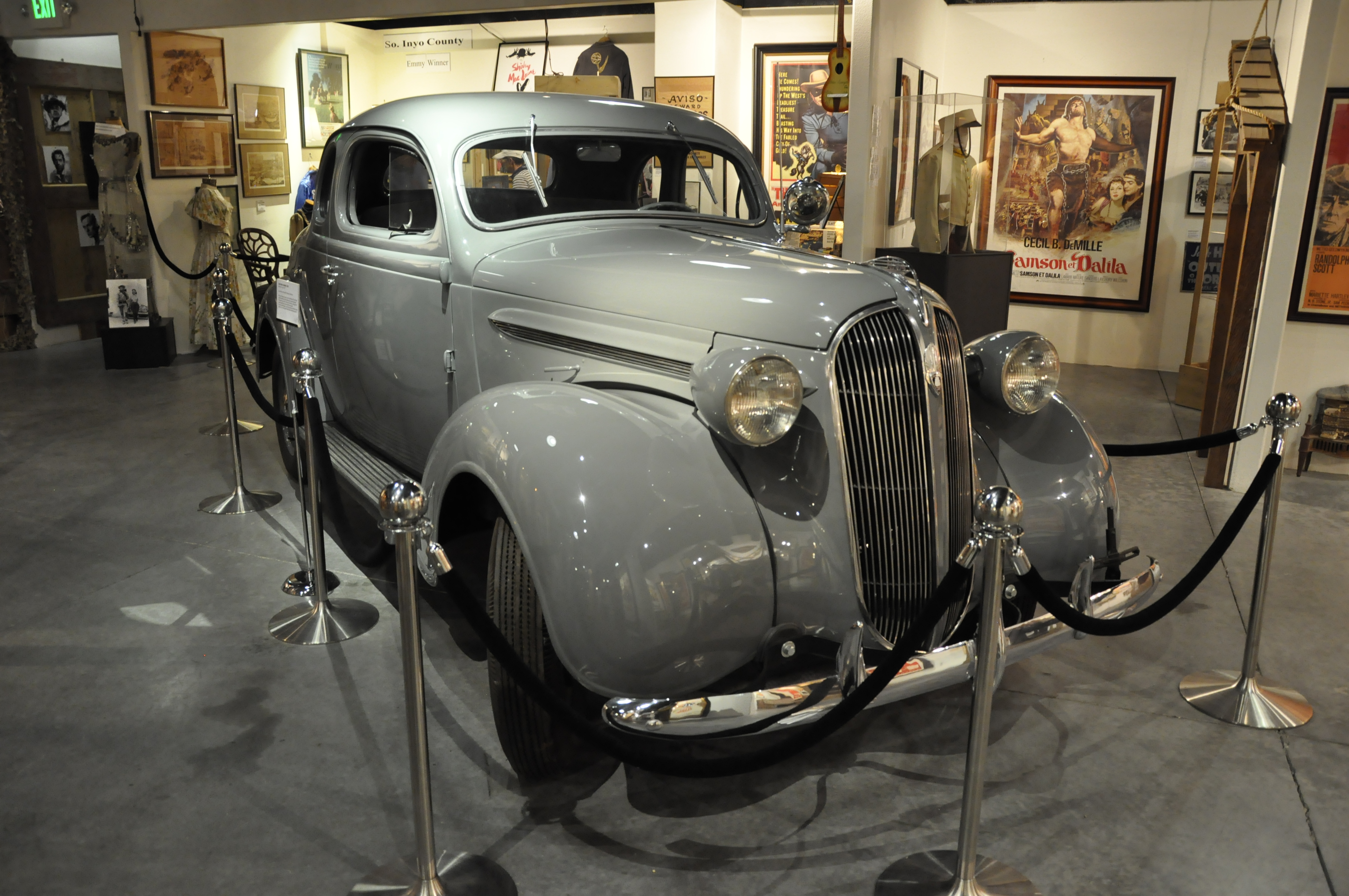
De Plymouth Coupé uit High Sierra